# Alex Zülle
Alex Zülle (* 5. Juli 1968 in Wil, wohnhaft in Zuckenriet) ist ein ehemaliger Schweizer Radrennfahrer. Zu seinen grössten Erfolgen zählen zwei Gesamtsiege der Vuelta a España und ein Weltmeistertitel im Einzelzeitfahren. Ausserdem belegte er zweimal den zweiten Rang der Tour de France.

## Karriere
Zülle gewann als Amateur (er war Mitglied im Verein VC Fischingen) u. a. die Ostschweizer Rundfahrt. Er begann seine Profikarriere 1991 beim Radsportteam ONCE und entwickelte sich dort zum Spezialisten für Etappenrennen und Einzelzeitfahren. Er wurde Zweiter der Tour de France 1995 und gewann die Vuelta a España 1996 und 1997. 1996 wurde er ausserdem Weltmeister im Zeitfahren. Zülle übernahm 1996 und 1997 zudem zweimal kurz die Führung der UCI-Weltrangliste.
Zur Saison 1998 wechselte Zülle zur französischen Mannschaft Festina um Richard Virenque, Zweiter der Tour de France 1997, und Laurent Dufaux, Zweiter der Vuelta a España 1996.
Im Folgejahr bestritt Zülle für Festina erstmals den Giro d’Italia 1998. Der Schweizer gewann drei Etappen und trug das Rosa Trikot mit kurzen Unterbrechungen zwölf Etappen lang. Auf der letzten Bergankunft der Rundfahrt brach er dann jedoch total ein und verlor über eine halbe Stunde, sodass er im Schlussklassement auf dem 14. Platz landete. Diese extremen Leistungsschwankungen wurden von dem Pfleger, dem späteren Kronzeugen Willy Voet, auf den Missbrauch von Cortison zurückgeführt.
Bei der Tour de France 1998 trat er zusammen mit Virenque als einer der Mitfavoriten an, befand sich aber nach wenigen Tagen im Zentrum der Festina-Affäre, bei der eine systematische Dopingpraxis in seinem Team Festina aufgedeckt wurde. Zülle gab nach anfänglichem Leugnen wie fast alle Teamkollegen unter Tränen die Einnahme verbotener Mittel zu. Am 1. Oktober 1998 verhängte die Doping-Kommission des Schweizer Radsportverbands gegen Zülle eine achtmonatige Sperre.
Nach Ablauf seiner Sperre belegte Zülle bei der Tour de France 1999 hinter Lance Armstrong den zweiten Platz. Dabei wurde er schon in der Frühphase der Rundfahrt in einen Massensturz verwickelt, wobei er über sechs Minuten in der Gesamtwertung verlor. Die Etappe führte über einen Damm, die Passage du Gois, der nur bei Niedrigwasser passierbar und von Meerwasser glitschig geworden war. Im Jahre 2012 wurde Armstrong der Toursieg wegen Dopings aberkannt; der erste Platz bleibt unbesetzt, so dass Zülle weiterhin als Zweiter der Tour de France 1999 geführt wird.
An seine früheren Leistungen konnte er jedoch nicht mehr anknüpfen. Sein letzter grosser Erfolg war der Sieg bei der Tour de Suisse 2002 mit einem Vorsprung von 1:27 Minuten auf den Polen Piotr Wadecki. Nach der Saison 2004 trat Zülle zurück.

## Platzierungen bei den Grand Tours
| Grand Tour            | 1992 | 1993 | 1994 | 1995 | 1996 | 1997 | 1998 | 1999 | 2000 | 2001 | 2002 | 2003 | 2004 |
| --------------------- | ---- | ---- | ---- | ---- | ---- | ---- | ---- | ---- | ---- | ---- | ---- | ---- | ---- |
| Giro d’ItaliaGiro     | –    | –    | –    | –    | –    | –    | 14   | DNF  | –    | –    | –    | –    | –    |
| Tour de FranceTour    | DNF  | 41   | 8    | 2    | 26   | DNF  | DNF  | 2    | DNF  | –    | –    | –    | –    |
| Vuelta a EspañaVuelta | DNF  | 2    | 4    | 20   | 1    | 1    | 8    | 37   | 49   | 109  | –    | DNF  | –    |